# اسکار مولیا
اسکار مولیا (انگلیسی: Oscar Moglia; ۱ فوریهٔ ۱۹۳۵ – ۸ اکتبر ۱۹۸۹) بازیکن بسکتبال اهل اروگوئه بود.
وی در مسابقات کشوری و بین‌المللی در مجموع برندهٔ ۲ مدال طلا، ۱ مدال نقره، ۱ مدال برنز شده‌است.